# Sanche Ier (roi de León)
Pour les articles homonymes, voir Sanche Ier.
Sanche Ier de León, dit le Gros (en espagnol : Sanche I el Graso) (935 - 966), est roi de León de 956 à 966.

## Famille
Sanche Ier est le fils cadet du roi Ramire II de León et de sa deuxième femme, Urraca Sánchez de Navarre, infante de Navarre. Il épouse vers 960 Teresa Ansúrez, fille du comte de Monzón Ansur Fernández.

## Biographie
Le 5 janvier 951, le roi Ramire II abdique peu de temps avant de mourir. Son fils aîné Ordoño III lui succède, mais dès le début de son règne son demi-frère Sanche se révolte pour obtenir sa part d'héritage. Il obtient l'appui de son oncle le roi García II de Navarre et de sa grand-mère la reine Toda, ainsi que du comte de Castille Ferdinand González. Ordoño III parvient à vaincre la coalition sous les murs de León, mais le calife de Cordoue Abd al-Rahman III (qui est aussi le neveu de Toda) profite des troubles pour attaquer les frontières, notamment en Galice, de 951 à 953, et Ordoño est contraint de demander la paix à Cordoue en 955, en acceptant de livrer ou de démanteler certaines forteresses de la frontière. Le calife, en guerre avec les Fatimides en Afrique, ratifie le traité.
À la mort d'Ordoño à l'automne suivant, Sanche lui succède sans obstacle. Il refuse d’honorer le traité de paix signé avec le calife de Cordoue et de livrer les forteresses. La guerre reprend entre chrétiens et musulmans et le roi de León subit une grave défaite durant l'été 957.
Après cet échec, la noblesse de León décide de destituer le roi en raison de son obésité, qui l'empêche de monter à cheval. Le 2 mars 958, un autre prince, Ordoño IV, est couronné à Saint-Jacques-de-Compostelle avec l'aide du comte Ferdinand González. Il entre à León le 3 août et Sanche doit se réfugier à Pampelune auprès de son oncle. Sa grand-mère, Toda, lui suggère de demander l’aide du calife de Cordoue, qui envoie son médecin et diplomate Hasdaï ben Shatprut à Pampelune pour le soigner de son embonpoint. Le traitement s’éternise et le roi Sanche et sa grand-mère sont invités à Cordoue. 
En avril 959, le roi, guéri, retrouve son trône après la prise de Zamora. La capitale León est prise l'année suivante et Ordoño IV doit se réfugier aux Asturies puis à Burgos. Sanche renouvelle la paix passée par Ordoño III avec le calife et lui livre dix forteresses pour prix de son intervention.
Il meurt empoisonné en décembre 966 lors d'une intervention en Galice. Son fils mineur, Ramire, âgé de cinq ans, lui succède sous la régence de sa tante Elvira Ramirez.